# Лупа (притока Ірпеня)
Лупа — річка в Україні, притока Ірпеня. Має довжину 14 км. Бере початок на полях біля села Пашківка (урочище Копки). Протікає через Горобіївку, Пашківку, Бишів, Лубське.

## Історія
Походження назви остаточно не з'ясоване. Вказують на наявність в гідронімі елемента -па, який є не суфіксом, а самостійним словом, що засвідчено в балтійських мовах і означає «річка». Інші дослідники гідронім «Лупа» відносять до дослов'янського шару, вважаючи його іллірійського походженням, в якому -упа в значенні «річка». Таке тлумачення вважають правдоподібним. В іллірійську мову гідронім, очевидно, потрапив з індоєвропейського з наголосом на другому складі.